# Unruly Child
Gli Unruly Child sono un gruppo Hard rock statunitense formato nel 1991. Il progetto vanta la presenza, nell'ordine, dei cantanti Mark Free e Kelly Hansen, e del chitarrista Bruce Gowdy.

## Storia del gruppo
Nel 1991 Mark Free incontrò i due musicisti Bruce Gowdy e Guy Allison e con loro fondò gli Unruly Child. La formazione si completò con l'aggiunta del bassista Larry Antonino e del batterista Jay Schellen. Prodotto da Beau Hill, nel 1992 uscì l'omonimo esordio Unruly Child. Seppur l'album diede una scossa al filone del rock melodico la loro etichetta, la Interscope, bocciò la band a causa delle scarse vendite, e due settimane dopo il gruppo si sciolse.
Riuniti nel 1998 con una nuova formazione e un nuovo frontman al posto di Free, Kelly Hansen (Hurricane), gli Unruly Child pubblicarono il disco Waiting for the Sun nello stesso anno.
Dopo la pubblicazione di The Basement Demos (2002), raccolta formata da una manciata di canzoni mai pubblicate e dalle vecchie demo precedenti al debutto in studio del 1992, la band tornò a far parlare di sé ingaggiando Philip Bardowell alla voce e pubblicando nel 2003 l'album UC III.
Un nuovo disco intitolato Worlds Collide con la partecipazione di Mark Free, nel frattempo divenuto Marcie Free per via del cambio di sesso, è uscito a fine 2010.
Nel 2014, sempre con Marcie Free, esce Down the Rabbit Hole. Era prevista anche l'uscita della seconda parte del disco, ma per problemi burocratici non se ne fece più nulla.
Nel Febbraio 2017 esce l'ultimo lavoro in studio della band, ancora una volta con la formazione classica, intitolato Can't Go Home.

## Formazione

### Ultima
- Marcie Free - voce
- Guy Allison - tastiera
- Jay Schellen - batteria
- Larry Antonino - basso
- Bruce Gowdy - chitarra

### Ex componenti
- Kelly Hansen - voce
- Philip Bardowell - voce
- Ricky Phillips - basso

## Discografia
Album in studio
- 1992 - Unruly Child
- 1998 - Waiting for the Sun
- 2003 - UC III
- 2010 - Worlds Collide
- 2014 - Down The Rabbit Hole
- 2017 - Can't Go Home
- 2019 - Big Blue World
- 2020 - Our Glass House

Raccolte
- 2002 - The Basement Demos